# قوي آبران
قوي آبران هي بلدة في مقاطعة كاسان في ولاية قشقداريا في أوزبكستان.